# Kunerad
Kunerad este o comună slovacă, aflată în districtul Žilina din regiunea Žilina. Localitatea se află la altitudinea de 499 m deasupra n.m., se întinde pe o suprafață de 22,94 km2 și în 2017 număra 1.044 de locuitori.

## Istoric
Localitatea Kunerad este atestată documentar din 1488.

## Demografie
| An:                | 1994 | 2004   | 2014   | 2024    |
| ------------------ | ---- | ------ | ------ | ------- |
| Număr de persoane: | 882  | 931    | 1010   | 1144    |
| Diferență:         |      | +5,55% | +8,48% | +13,26% |

| An:                | 2023 | 2024   |
| ------------------ | ---- | ------ |
| Număr de persoane: | 1105 | 1144   |
| Diferență:         |      | +3,52% |